# Masoga bipuncta
Masoga bipuncta är en fjärilsart som beskrevs av Paul Dognin 1914. Masoga bipuncta ingår i släktet Masoga och familjen nattflyn. Inga underarter finns listade i Catalogue of Life.